# Titanotrichum oldhamii
Titanotrichum oldhamii (Hemsl.) Soler., 1909 è una pianta angiosperma della famiglia Gesneriaceae endemica della Cina. È l'unica specie del genere Titanotrichum Soler., 1909 e della tribù Titanotricheae W.T.Wang, 1990.

## Etimologia
Il nome generico (Titanotrichum) deriva da due parole greche: "titanoj" (= calce, gesso) e "trixoj" (= capelli) il cui significato può essere "peli con secrezioni gessose".; mentre L'epiteto specifico (oldhamii) è stato dato in ricordo del botanico Richard Oldham (1837-1864) che ha fatto ricerche in Cina e nell'Isola di Formosa per conto del "Royal Botanic Gardens" di Kew.
Il nome scientifico della specie è stato definito per la prima volta dal botanico e professore universitario germanico Hans Solereder (1860-1920) nella pubblicazione "Berichte der Deutschen Botanischen Gesellschaft  - xxvii. 400" del 1909, il nome scientifico del genere è stato definito dallo stesso botanico (Hans Solereder) nella pubblicazione "Berichte der Deutschen Botanischen Gesellschaft - xxvii. 393" sempre del 1909, mentre il nome della tribù è stato definito dal botanico contemporaneo W. T. Wang nella pubblicazione "Flora Reipublicae Popularis Sinicae. Beijing - 69: 577" del 1990.

## Descrizione

### Portamento
Il portamento di questa specie è erbaceo perenne con indumento pubescente. Gli steli sono da ascendenti a eretti, con forme affusolate e altezze da 20 a 50 cm. La parte ipogea è formata da rizomi squamosi e carnosi.

### Foglie

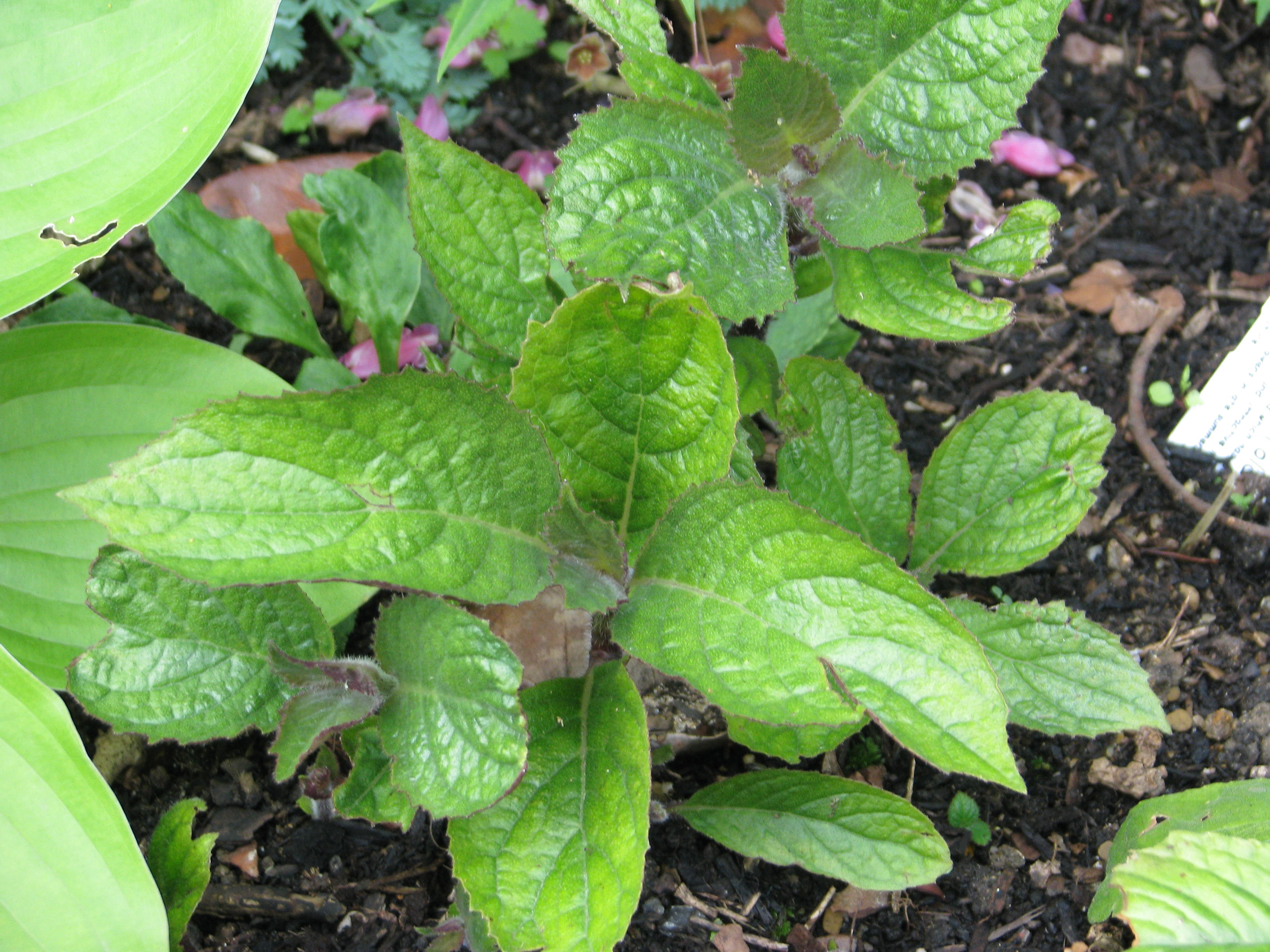
Le foglie

Le foglie cauline lungo il fusto sono disposte in modo alterno, sono più o meno anisofille, sono picciolate ed hanno delle forme da lanceolate o ellittiche a ovoidi, acuminate all'apice e con bordi seghettati. Gli stomi sono anomocitici ossia sono circondati da un numero limitato di cellule annesse (in realtà quest cellule sono più simili alle restanti cellule epidermiche). Lunghezza del picciolo: 0,3 - 6,5 cm. Dimensione delle foglie medie: larghezza 4,5 - 12,5 cm; lunghezza 10–27 cm.

### Infiorescenza

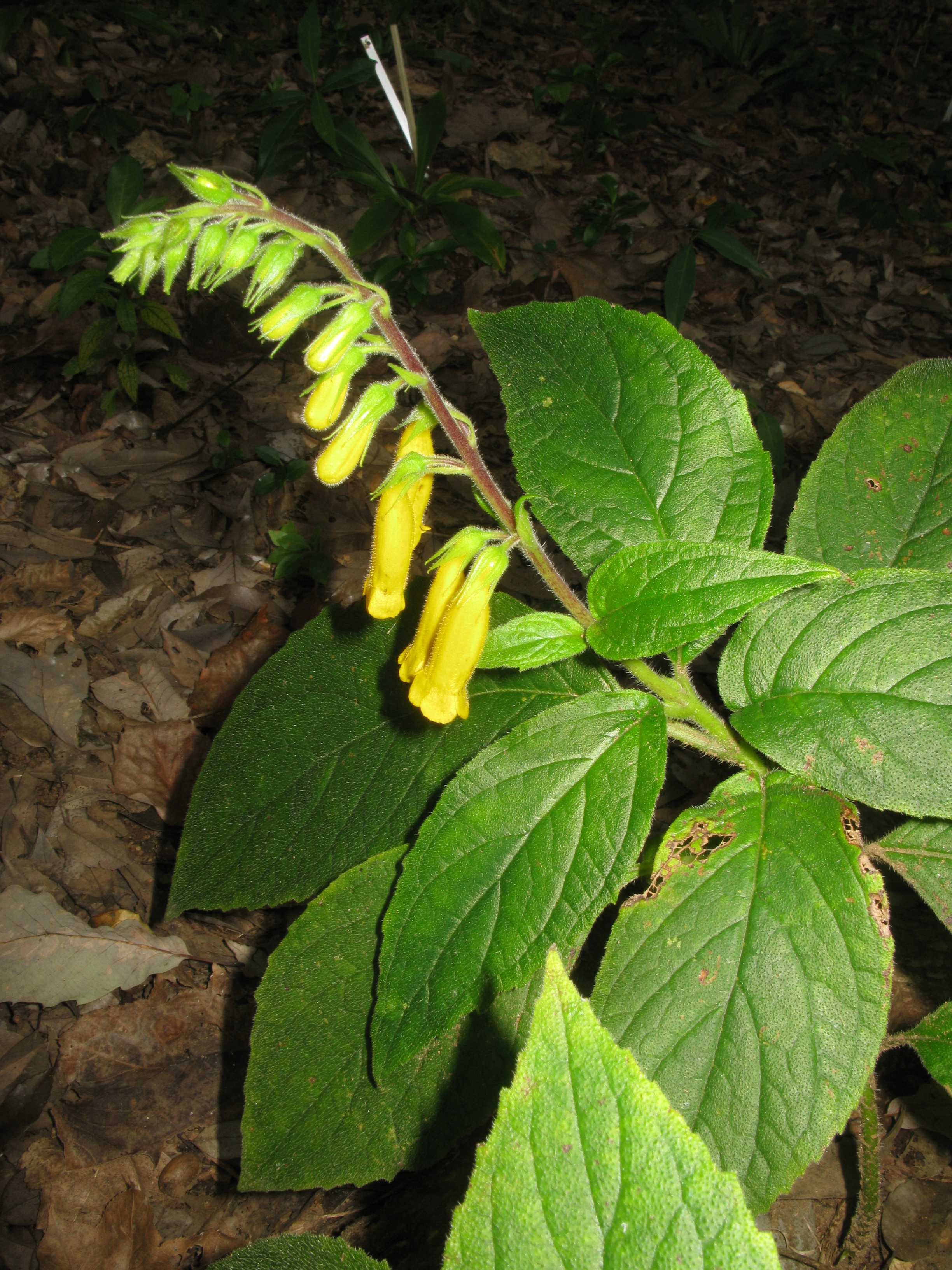
Infiorescenza

Le infiorescenze, racemose e ramificate, spesso sono formate da bulbilli ascellari asessuati e fiori distintamente pedicellati. Sono presenti delle brattee da lanceolate a lineari lunghe 5–10 mm.

### Fiori

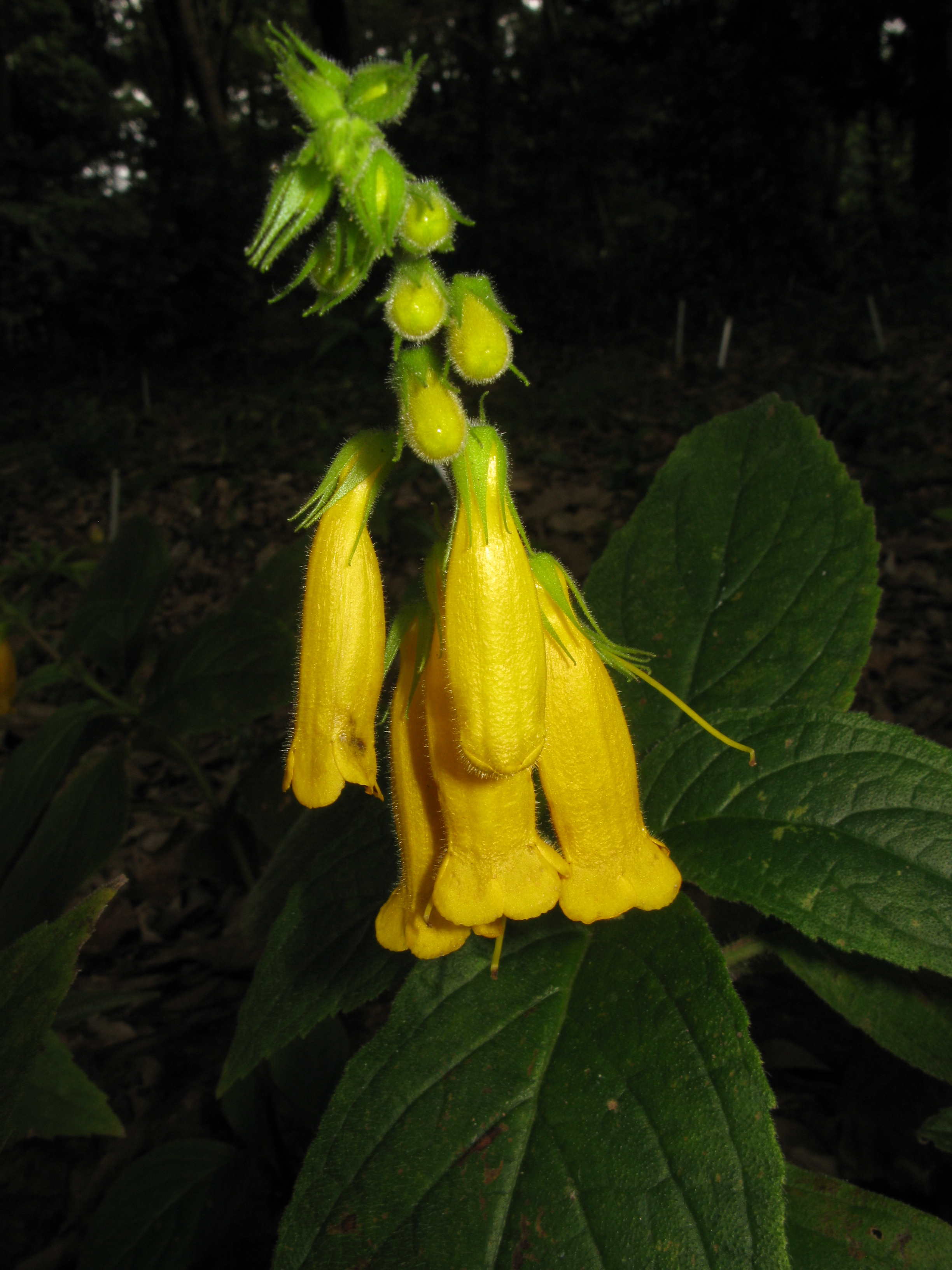
I fiori

I fiori sono ermafroditi (spesso i fiori sono sterili), zigomorfi e tetraciclici (ossia formati da 4 verticilli: calice– corolla – androceo – gineceo) e più o meno pentameri (ogni verticillo ha 5 elementi).
- Formula fiorale:

* K (5), [C (2 + 3), A (2 + 2)], G (2), supero/infero, capsula/bacca.
- Il calice, gamosepalo (i sepali sono connati), è composto da 5 lobi o segmenti divisi fin quasi alla base; la forma in generale è campanulata, mentre i lobi hanno forme da lanceolate a strettamente triangolari. Lunghezza dei segmenti: 0,7 - 1,3 cm.

- La corolla, gamopetala (composta da 5 petali connati), ha una forma tubulare-cilindrica bilabiata. Il colore è giallo con punteggiature violaceo-marrone all'interno. Lunghezza della corolla: 3 - 4,5 cm. Lunghezza della parte tubulare: 2,6 - 3,7 cm. Dimensioni del labbro adassiale: 4,5 - 6 x 5 mm. Dimensioni del labbro abassiale: 6 - 8 x 8 mm.

- L'androceo è formato da 4 stami didinami e adnati alla base della corolla. I filamenti sono glabri. Le antere sono coerenti ed hanno una deiscenza longitudinale; sono provviste di logge (o teche) confluenti verso l'apice. Gli stami sono inclusi nella corolla (non sporgenti). È presente uno staminoide. Lunghezza dei filamenti: 2,2 - 2,7 cm.

- Il gineceo ha un ovario bicarpellare e uniloculare con placentazione parietale; la forma dell'ovario è ovoide; lo stilo è unico con stigma bilobo. Lunghezza dello stilo: 1,8 - 2,8 cm (lunghezza del pistillo completo 2 - 3 cm). Lunghezza adassiale dello stigma: 0,4 - 0,8 mm.  Lunghezza abassiale dello stigma: 1,2 mm.

### Frutti
I frutti sono delle capsule con numerosi semi con delle testate striate-reticolate. Dimensione delle capsule: larghezza 3 - 5,5 mm; lunghezza 6–8 mm.
- Fioritura: da luglio a novembre.

## Biologia
Questa specie si riproduce per impollinazione tramite insetti (impollinazione entomogama).
I semi cadendo a terra, dopo essere stati trasportati per alcuni metri dal vento (disseminazione anemocora) sono successivamente dispersi soprattutto da insetti tipo formiche (mirmecoria).
Questa pianta è inoltre soggetta alla riproduzione asessuata da bulbilli. I bulbilli si generano soprattutto nel periodo di agosto e settembre, alla fine della stagione della fioritura; sono piccoli e numerosi (dimensione 1 - 2,5 mm) e si trovano all'interno dell'infiorescenza in posizione ascellare. Sono costituiti da una piccola porzione di gambo sormontato da alcune brattee e racchiudono un minuto meristema apicale.

## Distribuzione e habitat
La distribuzione di questa specie è asiatico-orientale: Borneo, Sumatra, Taiwan, Cina e Giappone (meridionale). L'habitat è quello tipico delle aree ombreggiate nelle valli con quote tra i 100 e 1200 m s.l.m..

## Tassonomia
Tradizionalmente questa specie veniva descritta all'interno della famiglia delle Scrophulariaceae; la moderna classificazione APG colloca Titanotrichum all'interno delle Gesneriaceae. La famiglia Gesneriaceae comprende 152 generi con circa 3500 specie, distribuite soprattutto nell'area tropicale e subtropicale tra il Vecchio e Nuovo Mondo. La famiglia è suddivisa in tre sottofamiglie. La specie Titanotrichum oldhamii appartiene alla sottofamiglia Gesnerioideae (tribù Titanotricheae).